# Massenproteste in Georgien 2007

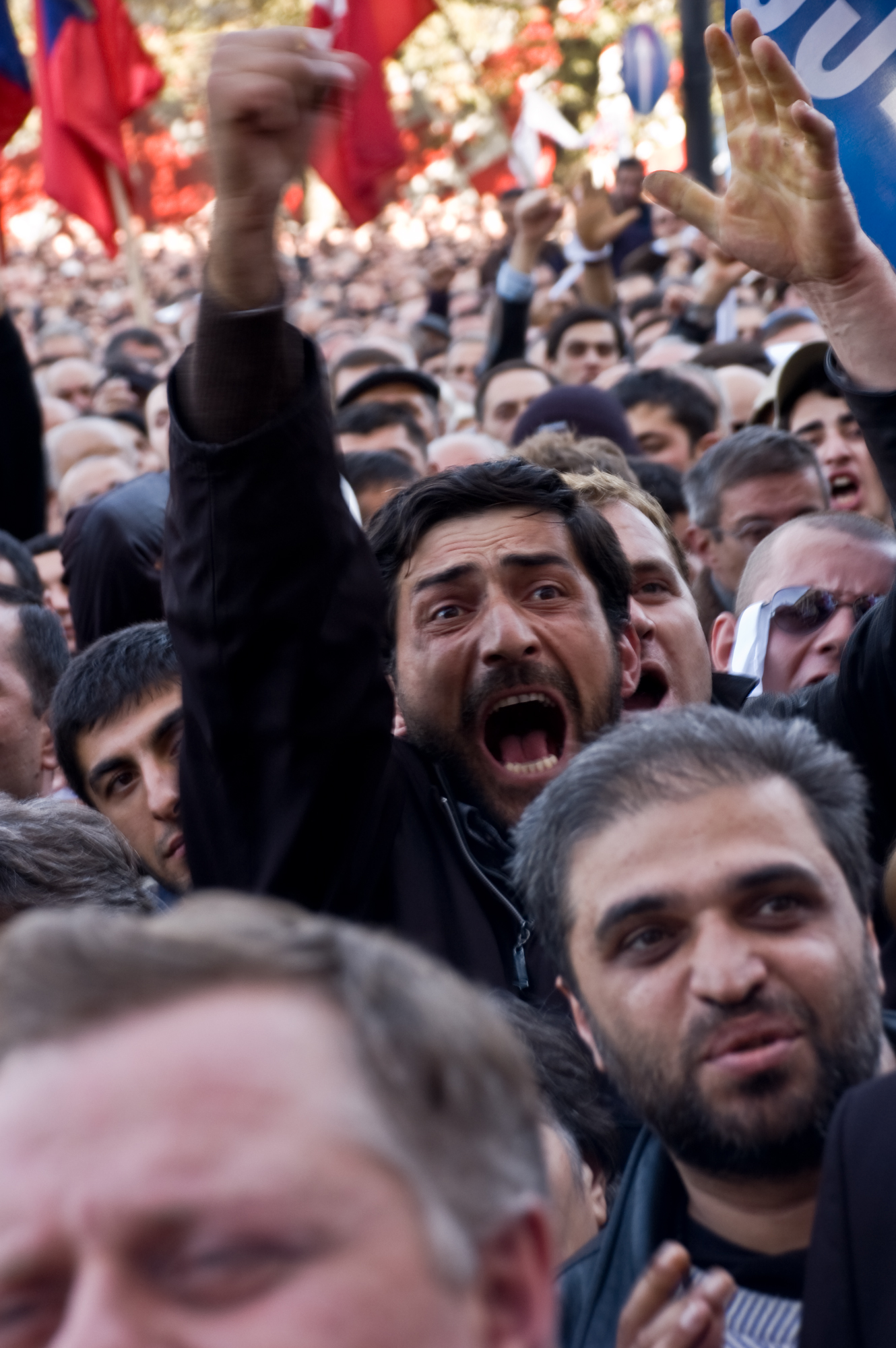
Demonstranten in Tiflis am 2. November 2007

Die Massenproteste in Georgien 2007 waren eine Serie oppositioneller Demonstrationen, an denen sich zeitweise rund 50.000 Menschen beteiligten. Sie fanden vom 2. bis 7. November im Zentrum der georgischen Hauptstadt Tiflis statt. Auf dem Höhepunkt der Proteste verhängte die Regierung den Ausnahmezustand, setzte Wasserwerfer, Gummigeschosse, Tränengas und akustische Waffen gegen die Demonstranten ein. 509 Menschen wurden dabei verletzt.
Auslöser der Demonstrationen war die Verhaftung des früheren Innen- und Verteidigungsministers Irakli Okruaschwili, der dem georgischen Präsidenten Micheil Saakaschwili in einer Pressekonferenz und TV-Interviews den Versuch zur Anstiftung eines Auftragsmords und die Anstiftung zur Körperverletzung an einem Oppositionspolitiker vorgeworfen hatte. Zehn Oppositionsparteien Georgiens schlossen sich daraufhin zum Bündnis Vereinter Nationalrat zusammen und riefen Ende September 2007 zu einer Demonstration gegen die Regierung auf.
Vom 2. bis 7. November wurden die Demonstrationen vor dem georgischen Parlamentsgebäude und auf der Tifliser Hauptverkehrsstraße, Rustawelis Gamsiri, zu einer täglichen Veranstaltung. Die Demonstranten forderten den Rücktritt des Staatspräsidenten, eine Vorverlegung der Präsidentschaftswahlen und eine veränderte Arbeits- und Sozialpolitik.
Die Demonstrationen waren zunächst friedlich. Am 7. November wurden sie gewalttätig, nachdem die Regierung der Polizei den Befehl erteilte, sie mit Gewalt aufzulösen. Die Polizei setzte Gummigeschosse, Wasserwerfer, Tränengas und akustische Waffen gegen die Demonstranten ein. 509 Demonstranten wurden verletzt, darunter auch Oppositionspolitiker wie die Abgeordneten Lewan Gatschetschiladse (parteilos) und Koba Dawitaschwili (Konservative Partei Georgiens). 21 Demonstranten wurden verhaftet. Das Gelände um das georgische Parlamentsgebäude wurden weiträumig abgesperrt. Der oppositionelle Fernsehsender Imedi-TV wurde von Polizeitruppen gestürmt und abgeschaltet. Die Regierung warf Russland vor, einen Staatsstreich versucht zu haben und verhängte bis zum 16. November einen Ausnahmezustand.
Am 8. November erklärte sich Präsident Saakaschwili bereit, am 5. Januar 2008 vorgezogene Präsidentschaftswahlen abzuhalten. Die Parlamentswahlen könnten vom Herbst 2008 auf das Frühjahr des gleichen Jahres vorgezogen werden.

## Hintergrund
Im November 2003 führte die Rosenrevolution in Georgien zum Rücktritt Präsident Eduard Schewardnadses. Zum Präsidenten wurde Micheil Saakaschwili gewählt, der versprach, das Land zu modernisieren und den Lebensstandard der Bürger zu heben. Politisch sollten die Vorbereitungen für einen Beitritt des Landes zu Europäischer Union und NATO beschleunigt werden.
Zwar gelang es dem Präsidenten, das Bruttosozialprodukt Georgiens zu verdreifachen, und die Weltbank erklärte 2006, dass Georgien zu den Top-Reformländern der Erde zähle, doch lebt ein signifikanter Bevölkerungsanteil des Landes nach wie vor in Armut und es zählt zu den ärmsten Staaten der GUS. Steigende Einkommen werden von einer enormen Inflation begleitet. Radikale Wirtschaftsreformen und die Zerschlagung des georgischen Schwarzmarktes machten tausende Menschen arbeitslos. Zudem trieb die Regierung nachhaltig Steuern und Gebühren ein, was bis dahin unüblich war.

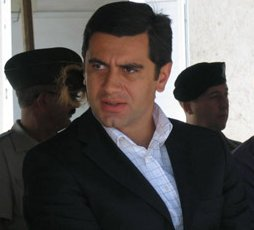
Auslöser: Georgiens früherer Innen- und Verteidigungsminister Irakli Okruaschwili

Obgleich der Präsident der Korruption den Krieg erklärt hatte, gerieten er und seine Regierung immer wieder unter Verdacht, selbst korrupt zu sein. Die Opposition warf dem Präsidenten ein autoritäres Regime und seinen Ministern immer wieder eine Vermengung privater Interessen und öffentlicher Ämter vor. Die vom Präsidenten beaufsichtigten Strafverfolgungsbehörden verwendeten Gesetze regelmäßig dazu, Oppositionelle auszuschalten, und strafbare Handlungen von Regierungsmitgliedern zu vertuschen. Bis heute nicht aufgeklärt ist der plötzliche Tod des früheren Premierministers Surab Schwanias in Tiflis und die genauen Umstände des Mords an dem Bankbeamten Sandro Girgwliani, für den untergeordnete Mitarbeiter des Innenministeriums verurteilt wurden, bei dem es jedoch um eine vorangegangene verbale Auseinandersetzung mit leitenden Beamten des Ministeriums ging.
Auslöser der Demonstrationen waren öffentliche Äußerungen des frühere Innen- und Verteidigungsminister Irakli Okruaschwili am 25. September 2007 und seine wenige Tage später folgende Verhaftung. Der frühere Vertraute Präsident Saakaschwilis hatte sich gegen seinen früheren Mitstreiter gestellt und ihm den Versuch zur Anstiftung zum Auftragsmord an dem russisch-georgischen Geschäftsmann Badri Patarkazischwili sowie die Anstiftung zur schweren Körperverletzung an einem Parlamentsabgeordneten der Republikanischen Partei Georgiens vorgeworfen. Zugleich äußerte er Zweifel an der offiziellen Version zum Tode des früheren Ministerpräsidenten Schwania. Der Politiker sei nicht am Fundort seiner Leiche gestorben, sondern an einem anderen Platz.

## Ablauf

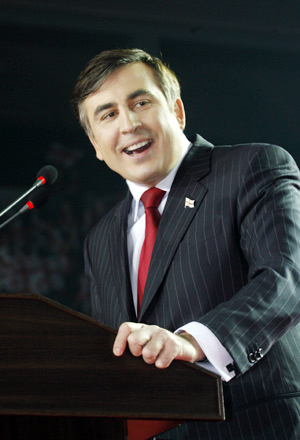
Im Brennpunkt der Kritik: Präsident Micheil Saakaschwili

### Proteste am 28. September
Die Proteste begannen am 28. September 2007. Mehrere tausend Menschen beteiligten sich. Größere Zwischenfälle wurden nicht gemeldet. Es kam lediglich zu kleineren Handgemengen zwischen den Demonstranten und der Polizei als die Demonstranten vor dem Parlamentsgebäude die Hauptverkehrsstraße Rustawelis Gamsiri vor dem Parlamentsgebäude blockierten.
Die Demonstration wurde vom Vereinten Nationalrat, einem Bündnis von damals zehn Oppositionsparteien, organisiert und war eine unmittelbare Reaktion auf die Vorwürfe und eine darauf folgende Inhaftierung des früheren Innen- und Verteidigungsministers Okruaschwili. Die Demonstranten forderten seine Freilassung, Neuwahlen und mehr Ehrlichkeit in der Politik.
Von den großen Oppositionsparteien war nur die in die parlamentarisch in der Rechten Opposition zusammengeschlossenen Novas und Industrialisten der Veranstaltung ferngeblieben, deren Vorsitzender Dawit Gamqrelidse kritisierte, Georgiens wiederholte Revolten und Revolutionen seit 1991 hätten dem Land nichts gebracht.

#### Okruaschwilis Vorwürfe
Der frühere Verteidigungsminister und Saakaschwili-Vertraute Irakli Okruaschwili hatte Saakaschwili am 25. September 2007 im georgischen Fernsehsender Imedi TV vorgeworfen, ihn im Juli 2005 beauftragt zu haben, den georgisch-russischen Geschäftsmann Badri Patarkazischwili zu liquidieren. Saakaschwili habe gesagt, er solle versuchen, ihn wie den früheren libanesischen Premierminister Rafik Hariri, der bei einem Attentat auf seinen Fahrzeugkonvoi ums Leben kam, loszuwerden. Er wisse zudem, dass Saakaschwili damals Innenminister Wano Merabischwili angewiesen habe, den oppositionellen Abgeordneten Waleri Gelaschwili (Republikanische Partei Georgiens) verprügeln zu lassen. Als er 2004 als Innenminister Saakaschwilis Onkel, den Unternehmer Temur Alasania, wegen Bestechung verhaftet habe (mutmaßliche Bestechungssumme: 200.000 US-Dollar), habe er ihn auf Anweisung des Präsidenten freilassen müssen. Okruaschwili behauptete zudem, die Regierung habe die Hintergründe des Todes des früheren georgischen Premierministers Surab Schwania in Tiflis zu vertuschen versucht.
Drei Tage später wurde Okruaschwili in seinem Parteibüro verhaftet. Georgiens Generalstaatsanwalt beschuldigte ihn des Betrugs, der Geldwäsche, der Fahrlässigkeit im Dienst und eines Missbrauchs der Machtbefugnisse.

#### Antwort der Regierung
Okruaschwilis Vorwürfe und seine Verhaftung fielen zeitlich mit einem Besuch Saakaschwilis bei der UNO in New York zusammen, wo er Russlands Verwicklung in die separatistische Bestrebungen in Abchasien und Südossetien kritisierte. An seiner Stelle wies Giga Bokeria, ein einflussreicher Abgeordneter der Regierungspartei Vereinte Nationale Bewegung die Anschuldigungen zurück. Sie entbehrten jeder Grundlage. Offensichtlich versuche er, sich einen Status der Immunität und Unantastbarkeit zu verschaffen. Präsident Saakaschwili äußerte sich erst einen Tag nach der Demonstration in Tiflis, am 29. September: „Ich will Ihnen sagen, dass das, was Okruaschwili getan hat, für mich persönlich sehr schwierig ist. Ich bin es gewohnt, dass Anschuldigungen gegen mich und meine Familie erhoben werden. Aber dieser Mensch [Okruaschwili] – anders als jene, die vielleicht tatsächlich daran glauben was sie sagen – weiß genau, dass es eine Lüge ist.“

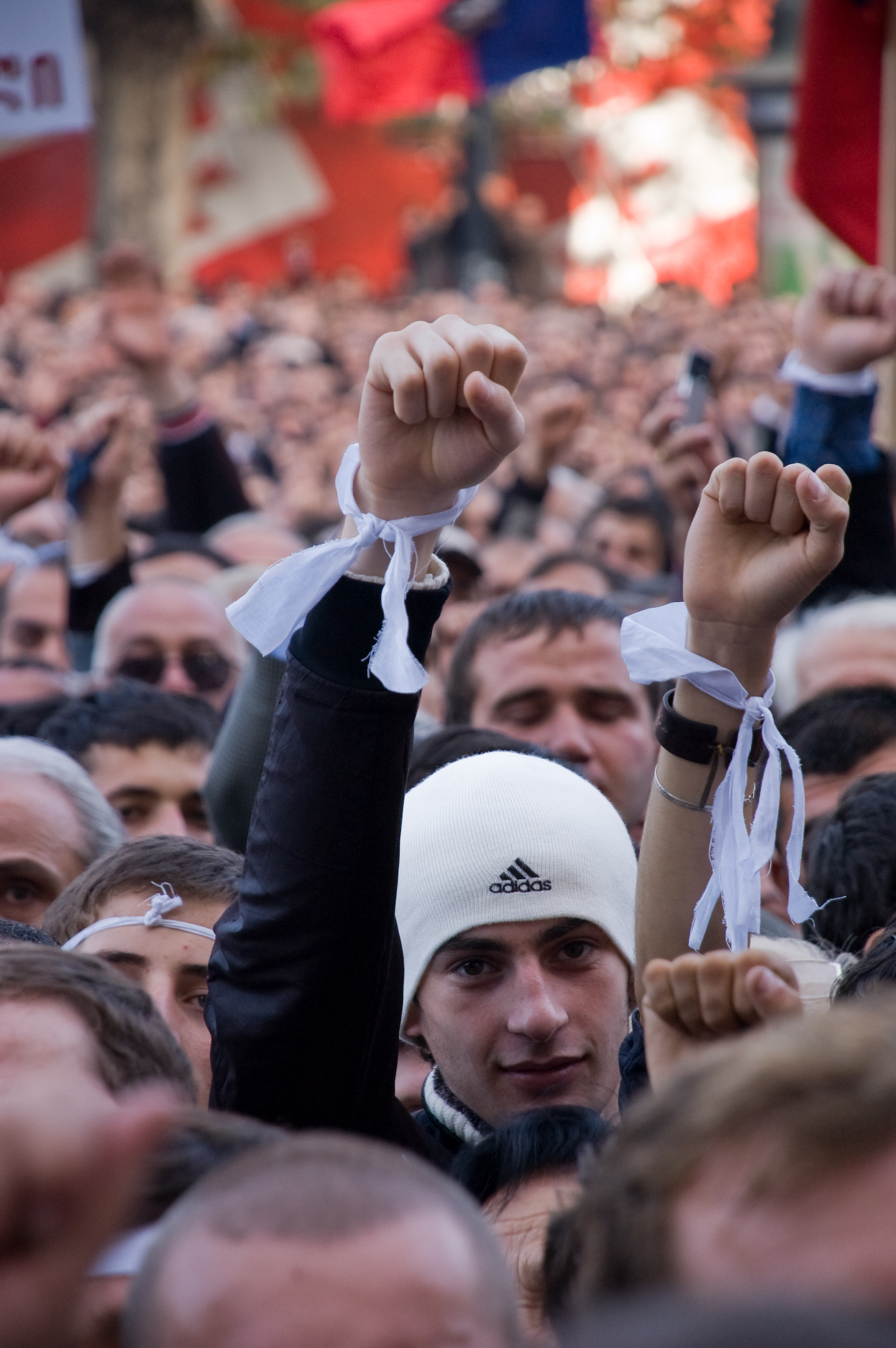
Protest: Weiße Armbänder symbolisieren Unzufriedenheit

### Proteste am 2. November
Am 2. November 2007 demonstrierten mehrere 10.000 Menschen vor dem Parlamentsgebäude in der georgischen Hauptstadt Tiflis, verlangten den Rücktritt Präsident Saakaschwilis und vorgezogene Parlaments-Neuwahlen. Sie beschuldigten den Präsidenten, die Spitze eines korrupten, autoritären Regimes zu bilden und wollten ihn auf demokratischem Wege ablösen. Ihr Slogan war: tschwen ar gweschinia (dt. Wir fürchten uns nicht). Als Zeichen des Protests zeigten die Demonstranten weiße Armbänder und weiße Kopfbedeckungen.
Die Demonstrationen dauerten die folgenden Tage an. Am 5. November traten verschiedene Politiker, darunter der parteilose Abgeordnete Lewan Gatschetschiladse, in Hungerstreik.

### Proteste am 7. November

#### Polizei wendet Gewalt an
Am 7. November 2007 lösten Spezialeinheiten der Polizei die Demonstrationen vor dem Parlamentsgebäude mit Wasserwerfern, Gummigeschossen und Tränengas auf. Mehrere hundert Polizisten der Spezialeinheiten mit Schilden, Gummiknüppeln und Spezialgewehren wurden auf der Rustawelis Gamsiri eingesetzt, nachdem es Schutzpolizisten nicht gelungen war, die Demonstranten zurückzudrängen und die Straße freizumachen. Die Anzahl der Demonstranten schwoll schnell auf rund 5.000 Menschen an. Einheiten schwarz uniformierter Polizisten wurden eingesetzt, nachdem die Menge die konventionelle Polizei überwältigt hatte. Nach Angaben von Agence France Presse (AFP) schlugen und prügelten die Spezialeinheiten auf die Demonstranten ein. Neben der Polizei trat auch eine Gruppe zivil gekleideter und maskierter Männer auf, die die Demonstranten angriffen.
Mehrere tausend Demonstranten sammelten sich später erneut im Rike-Stadtviertel, einige Kilometer vom Parlamentsgebäude entfernt, und das Fernsehen zeigte, wie einige von ihnen Steine auf die Polizei warfen. Auch diese Demonstration wurde unter Anwendung von Wasserwerfern und Tränengas von der Polizei aufgelöst. Wie das georgische Gesundheitsministerium mitteilte, mussten an diesem Tag 508 Menschen in Krankenhäusern behandelt werden. 94 von ihnen mussten stationär aufgenommen werden, darunter 24 Polizisten. 21 Demonstranten wurden während der Auseinandersetzungen verhaftet.

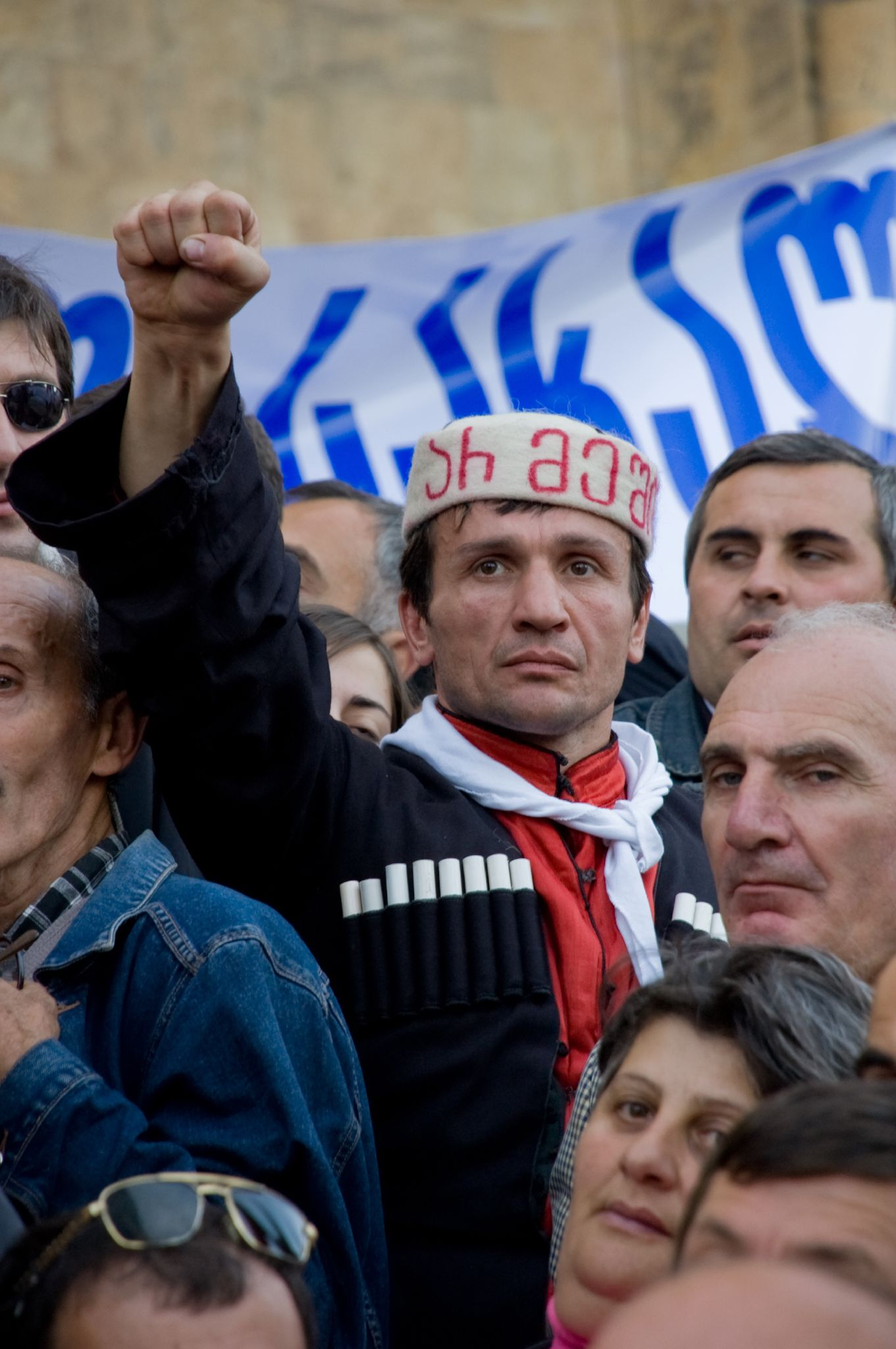
Tifliser Demonstranten zeigen den Slogan „Wir fürchten uns nicht“.

#### TV-Sender abgeschaltet
Die oppositionellen Fernsehsender Imedi TV und Kawkasia TV wurden von der Polizei gestürmt und abgeschaltet. Kurz zuvor hatte der Mitbesitzer von Imedi TV, Badri Patarkazischwili, über dem Sender verbreitet: „Niemand sollte daran zweifeln, dass ich alle meine Anstrengungen, alle meine finanziellen Mittel und meinen letzten Cent dazu verwenden werde, Georgien von einem faschistischen Regime zu befreien.“ Maskierte Polizeibeamte mit Spezialwaffen versiegelten das Gebäude des Senders.

#### Präsident verhängt Ausnahmezustand
Kurz darauf verhängte Präsident Saakaschwili für 15 Tage den Ausnahmezustand über das ganze Land. Das georgische Kabelnetz nahm am 8. November BBC, CNN und andere internationale Nachrichtensender aus dem Programm. Der Öffentliche Rundfunk Georgiens (SSM) blieb die einzige TV-Station, der es erlaubt war, Nachrichten zu senden.

### Proteste am 8. November

#### Nachbeben in Batumi
Am 8. November versammelten sich mehrere hundert Studenten an der Staatlichen Universität Batumi, um gegen die polizeilichen Maßnahmen in Tiflis am vorangegangenen Tag zu demonstrieren. Nach Angaben von Augenzeugen, die von der Menschenrechtsorganisation Human Rights Watch befragt wurden, griff die Polizei ohne Vorwarnung an, verfolgte und schlug jene Demonstranten, die versuchten zu fliehen.

#### Präsident lenkt ein
Präsident Saakaschwili kündigte am gleichen Tage an, vorgezogene Präsidentschaftswahlen in Georgien durchführen zu wollen. Die Oppositionsparteien begrüßten die Erklärung als einen Schritt aus der Krise und stellten ihre Protestdemonstrationen in Tiflis bis auf weiteres ein. Am 9. November wurden Polizei und Spezialeinheiten aus dem Stadtzentrum von Tiflis abgezogen. Der georgisch-orthodoxe Patriarch Ilia II. bot nach Gesprächen mit den Führern der Oppositionsparteien und Parlamentspräsidentin Nino Burdschanadse an, für Vermittlungen zwischen Opposition und Regierung zur Verfügung zu stehen.